# Benihana

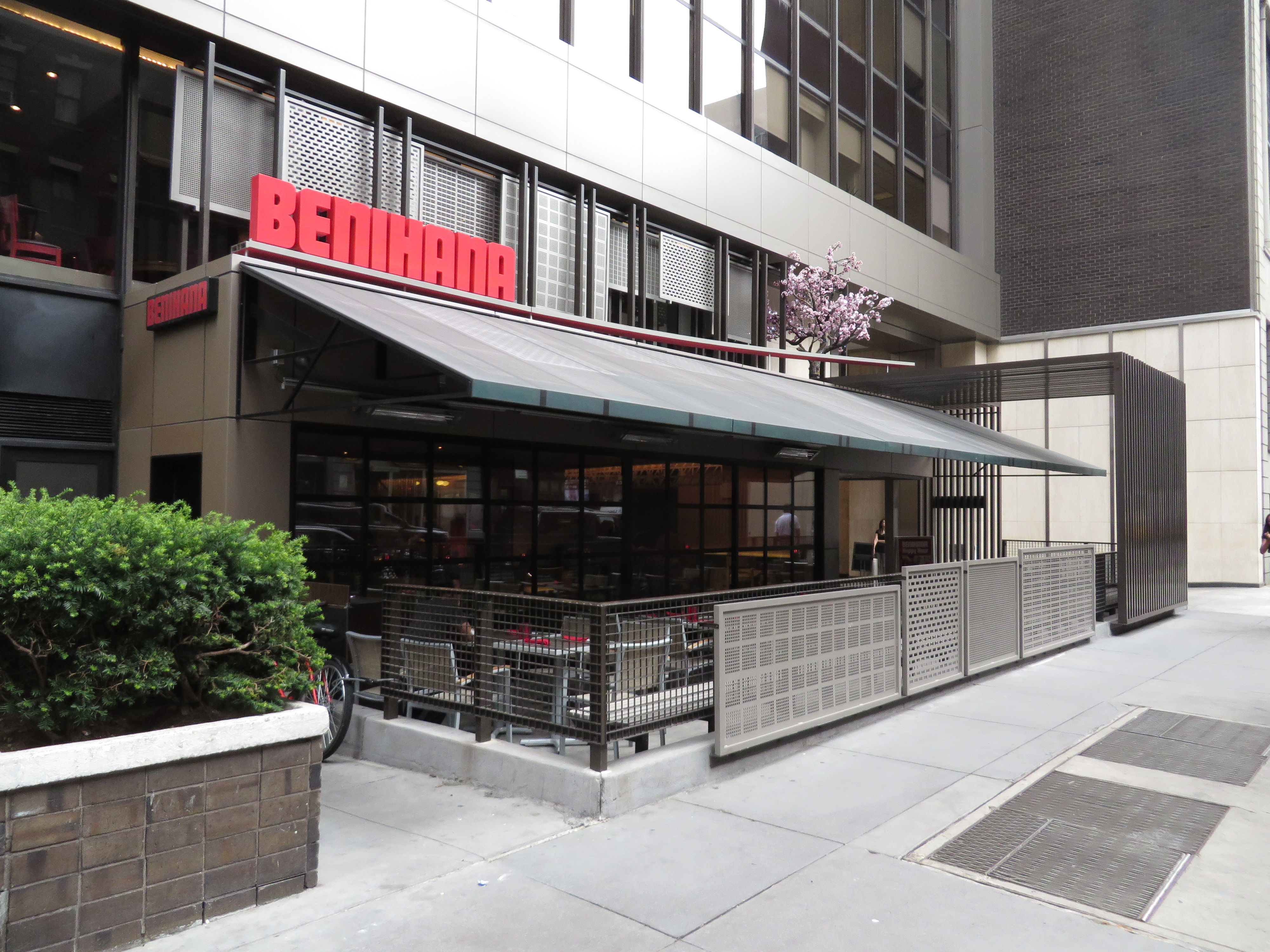
Benihana in New York City (West 56th Street)

Benihana Inc., mit Sitz in Florida, ist ein Unternehmen der Systemgastronomie. Mehr als 116 Franchise-Betriebe des Unternehmens bieten japanische- und Fusionsküche auch unter den Namen Benihana Teppanyaki, The Haru und RA Sushi an.

## Geschichte

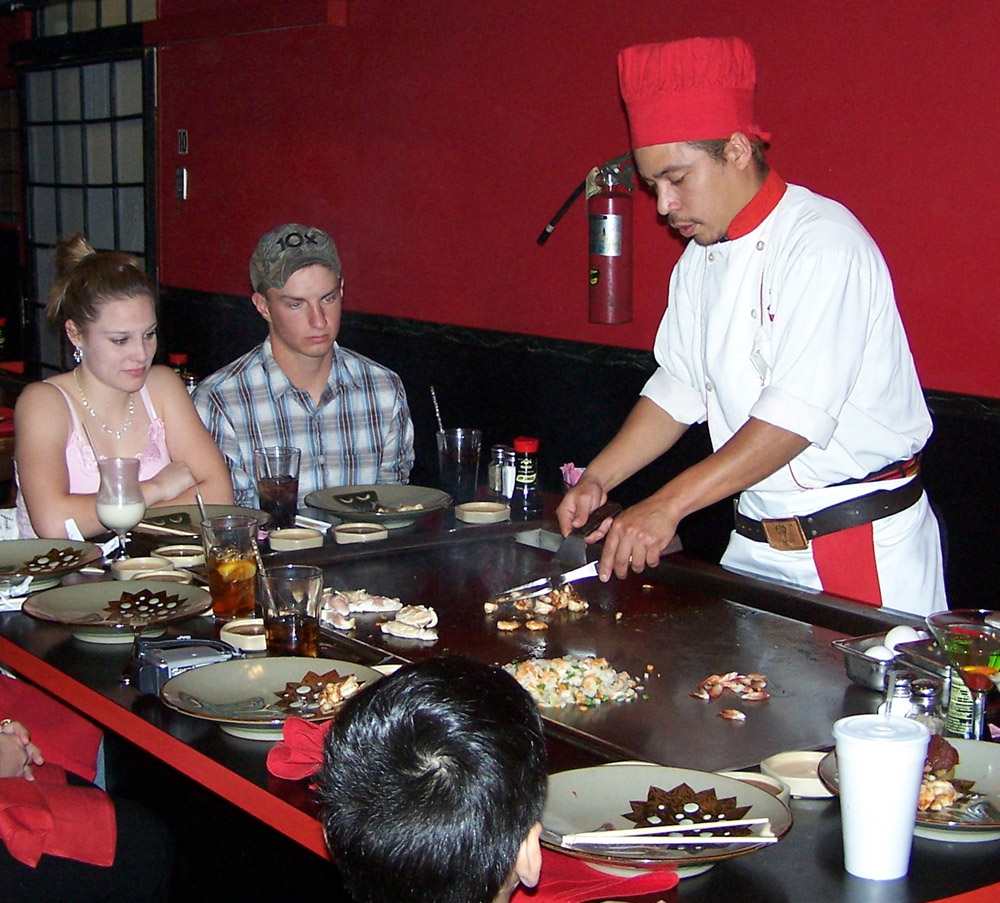
Ein Koch beim Zubereiten der Speisen

Das Unternehmen wurde 1964 in der West 56th Street in New York City von Hiroaki Aoki gegründet. Sein erstes Restaurant, das Benihana of Tokyo, wurde nach dem roten Safran, einem Coffee-Shop seiner Eltern in Tokio, benannt.
Aokis Konzept, bei dem die Gäste an einem Teppanyaki dem Koch bei der Zubereitung und dem künstlerischen Anrichten der Speisen zusehen können, ist ein Charakteristikum von Benihana. Ehe die New York Herald Tribune im Jahr 1965 eine Rezension schrieb, war das Benihana nicht populär und erfolgreich. Mit den Beatles und Muhammad Ali als Gäste erlangte das Restaurant mehr Popularität. Aoki trieb die Entwicklung durch Investitionen in die Inneneinrichtung (Shoji) voran, sodass den Gästen mehr Privatsphäre geboten wurde. Im Jahr 1968 eröffnete er ein weiteres Restaurant in Chicago.
Als Consultant wurde Hardwicke Companies im Jahr 1976 eingesetzt. Nachdem das Consultant-Unternehmen 1980 vom Securities and Exchange Commission wegen Insiderhandels angeklagt wurde, wurde es als Berater Aokis abgesetzt. 1982 war Benihana eine National Corporation (Nat. Corp.) mit Joel Schwartz als Präsident. Manche Restaurants blieben weiterhin Privatbesitz des Gründers Aoki. Das Unternehmen hatte mit der Inbetriebnahme des Big Splash Restaurants und dem Versuch des Benihana National Classics (einer eigenen Tiefkühlkost-Marke) geschäftsschädigende Entscheidungen getroffen, die dazu führten, dass ihre Aktionäre das Management verklagten, u. a. weil sich manche der Restaurants noch immer in Aokis Besitz befanden, anstatt der Benihana Nat. Corp. anzugehören. 1995 schließlich waren sämtliche Restaurants unter der Benihana Incorporation (Inc.) konsolidiert. Mit dem Einkauf von Haru- und RA Sushi- Restaurants, die weiter unter ihrem Namen firmieren, konnte Benihana Inc. expandieren.
2004 teilte Benihana Inc. Aktienanteile an die BFC Financial Corporation (Financ. Corp.), um ihre Restaurants zu renovieren und weiter zu expandieren. Gegen dieses Geschäft klagte Aokis Familie. Sie brachten vor, es sei geschäftsschädigend, weil nicht notwendig, aber unternehmensbelastend. Tatsächlich war ein Mitglied der Geschäftsführung ebenfalls Teil der Geschäftsführung der BFC Financ. Corp. Das Gericht entschied gegen die Anklage und erlaubte das Geschäft. Aoki starb 2008 im Alter von 69 Jahren. Richard C. Stockinger ersetzte Joel A. Schwartz im Jahr 2009 als Hauptgeschäftsführer bevor im Jahr 2010 Juan C. Garcia Firmenchef wurde.
2012 kaufte sich die Angelo Gordon & Company für 296 Millionen US-Dollar, in einem Übernahmegeschäft, die Unternehmensleitung.

## Internationale Standorte
Außer in den Vereinigten Staaten gibt es jeweils ein Benihana-Restaurant in Aruba, El Salvador, Brasilien und Panama.